# Se ritornerai/Non so che dire
Se ritornerai/Non so che dire è il quinto singolo discografico dei Camaleonti. Venne pubblicato nel 1966 dall'etichetta Kansas. Contiene due  brani che sono cover con testo in italiano di produzioni straniere: il primo di Norwegian Wood dei Beatles mentre il secondo di Tant de beaux reves del gruppo belga Les Chabroll's.

## Tracce
Lato A
1. Se ritornerai – 2:12 (testo: Luigi Menegazzi, Domenico Seren Gay – musica: John Lennon, Paul McCartney)

Lato B
1. Non so che dire – 2:45 (testo: Luigi Menegazzi, Domenico Seren Gay – musica: Marc Thomas)

## Formazione
- Riki Maiocchi: voce, chitarra
- Tonino Cripezzi: voce, tastiere
- Paolo De Ceglie: batteria
- Livio Macchia: voce, chitarra
- Gerry Manzoli: basso